# Zhujia (socken i Kina, lat 31,25, long 106,42)
Zhujia (kinesiska: 诸家乡, 诸家) är en socken i Kina. Den ligger i provinsen Sichuan, i den sydvästra delen av landet, omkring 230 kilometer öster om provinshuvudstaden Chengdu. Antalet invånare är 12 004. Befolkningen består av 5 826 kvinnor och 6 178 män. Barn under 15 år utgör 18,0 %, vuxna 15-64 år 68 %, och äldre över 65 år 12,0 %.
Genomsnittlig årsnederbörd är 1 418 millimeter. Den regnigaste månaden är juli, med i genomsnitt 272 mm nederbörd, och den torraste är december, med 6 mm nederbörd.